# 이탈리아 여자 축구 국가대표팀
이탈리아 여자 축구 국가대표팀(이탈리아어: Nazionale di calcio femminile dell'Italia 나치오날레 디 칼초 펨미닐레 델리탈리아[*])은 이탈리아를 대표하는 여자 축구 대표팀이다. 1968년 2월 23일 체코와의 국제 경기 데뷔전에서 2-1로 승리를 거두었다. FIFA 여자 월드컵 본선에는 3번 올라 1991년 대회와 2019년 대회에서 8강에 올랐고 UEFA 유럽 여자 축구 선수권 대회 본선에는 12번 출전하여 2번의 준우승을 차지했다. 그리고 알가르브컵에는 4번 출전해서 2004년 대회에서 4위에 올랐고 키프로스컵에는 10번 출전하여 2018년과 2019년 대회에서 2회 연속 준우승을 차지했다.

## 성적

### FIFA 여자 월드컵
| FIFA 여자 월드컵 record                                          | FIFA 여자 월드컵 record | FIFA 여자 월드컵 record | FIFA 여자 월드컵 record | FIFA 여자 월드컵 record | FIFA 여자 월드컵 record | FIFA 여자 월드컵 record | FIFA 여자 월드컵 record | FIFA 여자 월드컵 record |                | Qualification record | Qualification record | Qualification record | Qualification record | Qualification record | Qualification record |
| Year                                                             | Round                   | Position                | Pld                     | W                       | D*                      | L                       | GF                      | GA                      | Pld            | W                    | D*                   | L                    | GF                   | GA                   |                      |
| 1991                                                             | 8강                     | 6th of 12               | 4                       | 2                       | 0                       | 2                       | 8                       | 5                       | UEFA 유로 1991 | UEFA 유로 1991       | UEFA 유로 1991       | UEFA 유로 1991       | UEFA 유로 1991       | UEFA 유로 1991       |                      |
| 1995                                                             | 지역 예선 탈락          | 지역 예선 탈락          | 지역 예선 탈락          | 지역 예선 탈락          | 지역 예선 탈락          | 지역 예선 탈락          | 지역 예선 탈락          | 지역 예선 탈락          | UEFA 유로 1995 | UEFA 유로 1995       | UEFA 유로 1995       | UEFA 유로 1995       | UEFA 유로 1995       | UEFA 유로 1995       |                      |
| 1999                                                             | 조별 리그               | 9th of 16               | 3                       | 1                       | 1                       | 1                       | 3                       | 3                       | 6              | 5                    | 1                    | 0                    | 11                   | 4                    |                      |
| 2003                                                             | 지역 예선 탈락          | 지역 예선 탈락          | 지역 예선 탈락          | 지역 예선 탈락          | 지역 예선 탈락          | 지역 예선 탈락          | 지역 예선 탈락          | 지역 예선 탈락          | 6              | 2                    | 1                    | 3                    | 7                    | 7                    |                      |
| 2007                                                             | 지역 예선 탈락          | 지역 예선 탈락          | 지역 예선 탈락          | 지역 예선 탈락          | 지역 예선 탈락          | 지역 예선 탈락          | 지역 예선 탈락          | 지역 예선 탈락          | 8              | 5                    | 0                    | 3                    | 25                   | 6                    |                      |
| 2011                                                             | 지역 예선 탈락          | 지역 예선 탈락          | 지역 예선 탈락          | 지역 예선 탈락          | 지역 예선 탈락          | 지역 예선 탈락          | 지역 예선 탈락          | 지역 예선 탈락          | 16             | 10                   | 3                    | 3                    | 48                   | 10                   |                      |
| 2015                                                             | 지역 예선 탈락          | 지역 예선 탈락          | 지역 예선 탈락          | 지역 예선 탈락          | 지역 예선 탈락          | 지역 예선 탈락          | 지역 예선 탈락          | 지역 예선 탈락          | 14             | 9                    | 3                    | 2                    | 54                   | 11                   |                      |
| 2019                                                             | 8강                     | 7th of 24               | 5                       | 3                       | 0                       | 2                       | 9                       | 4                       | 8              | 7                    | 0                    | 1                    | 19                   | 4                    |                      |
| 2023                                                             | 조별 리그               | 22th of 32              | 3                       | 1                       | 0                       | 2                       | 3                       | 8                       | 10             | 9                    | 0                    | 1                    | 40                   | 2                    |                      |
| Total                                                            | 최고 성적: 8강          | 4/9                     | 14                      | 7                       | 1                       | 6                       | 21                      | 17                      | 68             | 47                   | 8                    | 13                   | 204                  | 44                   |                      |
| \| * Draws include knockout matches decided on penalty kicks. \| |                         |                         |                         |                         |                         |                         |                         |                         |                |                      |                      |                      |                      |                      |                      |
| * Draws include knockout matches decided on penalty kicks.       |                         |                         |                         |                         |                         |                         |                         |                         |                |                      |                      |                      |                      |                      |                      |

### 올림픽 축구
- 1996년 ~ 2024년: 진출 실패

### UEFA 유럽 여자 축구 선수권 대회
- 1984년: 4강
- 1987년: 3위
- 1989년: 3위
- 1991년: 3위
- 1993년: 준우승
- 1995년: 8강
- 1997년: 준우승
- 2001년: 조별 리그
- 2005년: 조별 리그
- 2009년: 8강
- 2013년: 8강
- 2017년: 조별 리그
- 2022년: 조별 리그
- 2025년:

## 같이 보기
- 이탈리아 축구 국가대표팀